# 1305
1305 (MCCCV) fue un año común comenzado en viernes del calendario juliano.

## Acontecimientos
- 19 de mayo: firma del tratado de Elche, que revisa los límites fronterizos entre los reinos de Castilla y de Aragón.
- Clemente V sucede a Benedicto XI como papa.
- Se lleva a cabo la Batalla de Amroha entre las fuerzas del Sultanato de Delhi y el Kanato de Chagatai.

## Fallecimientos
- 23 de agosto, Sir William Wallace
- 4 de octubre, Emperador Kameyama Tennō, 90° emperador de Japón.